# Јосип Манолић
Јосип Манолић (Калиновац, крај Ђурђевца, 22. март 1920 — Загреб, 15. април 2024) је био учесник Народноослободилачке борбе, правник, друштвено-политички радник СР Хрватске и хрватски политичар. Био је други председник Владе Републике Хрватске.

## Биографија
Рођен је 22. марта 1920. године у Калиновцу, крај Ђурђевца, од оца Ивана и мајке Кате Манолић, рођене Нађ-Ђођ. Био је најмлађе од четворо деце. Након што му је 1926. године отац умро измучен напорима Првог светског рата, мајка Ката се преудала, а 1928. са породицом се преселио у Орловац, код Нове Раче. Средњу стручну школу — обућарски смер је завршио у Бјеловару.
Политиком се почео бавити 1937. године. Већ следеће године постаје омладинским и синдикалним руководиоцем. За време Другог светског рата постаје организациони секретар Покрајинског комитета СКОЈ-а за Хрватску. У чланство Савеза комунистичке омладине Југославије (СКОЈ) је примљен 1938. године, док је члан Комунистичке партије Југославије (КПЈ) постао 1939. године.
Почетак Другог светског рата га је затекао у Новој Градишки. Прикључио се 1941. године Народноослободилачком покрету (НОП). Најпре је деловао илегално, да би потом био ухапшен од стране снага новоуспостављене Независне Државе Хрватске (НДХ) био ухапшен и спроведен у логор у Новој Градишки, а онда у Славонску Пожегу, одакле је пуштен. По изласку из затвора отишао је у Загреб, потом и на ослобођену територију. По организацији Одељења за заштиту народа (ОЗН), маја 1944. године, упућен је као главни заповедник у акцију ослобођења Бјеловара и околине. Његови људи руше мост на Драви између Вировитице и Барча. Из рата је изашао са чином капетана.

### Послератни период
На раду у Озни за Бјеловар је био до 1946. године, када је премештен у централу Другог одсека Озне за Хрватску, да би убрзо потом био послат у Војно-политичку школу у Београд. У Загребу је 1947. године преузео дужност начелника Кадровског одељења у Управи државне безбедности (УДБ) Хрватске, а годину дана касније постаје и партијски организациони секретар хрватске Удбе. Исте године, 1948, прелази у органе унутрашњих послова, на позицију начелника Треће управе МУП, односно Одељења за извршење кривичних санкција Министарства унутрашњих послова НР Хрватске (између осталог спроводи утамничење надбискупа Алојзија Степинца). Градски секретар за унутрашње послове Града Загреба (начелник загребачког СУП-а) био је од 1960. до 1965. године.
Право је дипломирао 1961. године на Универзитету у Загребу.
У Сабор СР Хрватске први пут је изабран 1965. године и за време мандата обавља функције председника Организационо-политичког одбора, председника Законодавно-правне комисије и члана Уставне комисије. Четири године изабран је по други пут у Сабор. Након Хрватског пролећа, бива пензионисан. Године 1989. године руководи Централним комитетом Савеза комуниста Хрватске на 20. конгресу, те учествује у доношењу одлуке о расписивању првих вишестраначких парламентарних избора.
Један је од оснивача Хрватске демократске заједнице (ХДЗ) на загребачком Јаруну, 1989. године. Након првих вишестраначких парламентарних избора 1990. године постаје потпредседник Председништва Републике Хрватске. Почетком 1990-их други је човек у новонасталој Републици Хрватској, одмах је до Фрање Туђмана, којему је блиски сарадник. Избором Стјепана Месића за хрватског члана у Председништву СФРЈ обављао је дужност председника Владе Републике Хрватске до 17. јула 1991. године, када га је заменио Фрањо Грегурић. Након тога је од 27. маја 1991. године био шеф новооформљене Канцеларије за заштиту уставног поретка, тела које је координирало свим тајним службама (данашња СОА). Канцеларију је водио до њене реорганизације 26. марта 1993. године у Канцеларију за националну безбедност коју је касније преузео Хрвоје Шаринић. После је све до 1994. године био председник новоформираног Жупанијског дома Сабора Републике Хрватске, када заједно са Стјепаном Месићем, Дегорицијом, Јурићем и другима, због неслагања око политике према Босни и Херцеговини, излази из ХДЗ-а.
Године 1995. оснивају своју странку Хрватских независних демократа (ХНД), чији председник постаје следеће године. Почасни је председник ХНД-а.
У време када је требало да ступи у брак са својом првом супругом, Маријом Екер, био је ангажован на обезбеђењу деонице пута којом је пролазио Јосип Броз Тито, те је због службених обавеза закаснио на сопствено венчање, 13. маја 1945. године. Из првог брака са супругом Маријом, која је 2003. године преминула несрећним случајем у пожару, има троје деце. Године 2016. се у 97. години оженио по други пут, 36 година млађом Мирјаном Рибарић, која је 2020. године преминула после тешке болести.
Преминуо је 15. априла 2024. године у Загребу.

## Књиге и одликовања
Написао је две књиге о свом животу:
- „Политика и домовина: моја борба за суверену и социјалну Хрватску”, Загреб, 2015;
- „Шпијуни и домовина: моја борба за суверену и социјалну Хрватску”, Загреб, 2016.[11]

Носилац је Партизанске споменице 1941. и других југословенских одликовања, међу којима су — Орден заслуга за народ са сребрним зрацима, Орден братства и јединства са сребрним венцем, Орден за храброст и др.